# 小行星31139
小行星31139（31139 Garnavich）是一颗绕太阳运转的小行星，为主小行星带小行星。该小行星于1997年9月发现。

## 轨道参数
小行星31139的轨道半长轴为361 513 636 km（2.4165350 UA），离心率为0.148。